# Leucocarbo colensoi
Il cormorano delle Auckland (Leucocarbo colensoi Buller, 1888) è un uccello appartenente alla famiglia dei Falacrocoracidi diffuso nelle isole Auckland.